# Klackring
Klackring eller signetring är en fingerring med en klack som är en rund, oval eller fyrkantig upphöjd avsats, oftast försedd med infattad sten för sigill och liknande.
Signetring eller vapenring är en ring som används för att signera brev och dokument, genom att stämpla den mot lack. Motivet är graverat negativt så att avtrycket får en positiv yta. Motivet, sigillet, är ofta detsamma som vapenskölden om någon sådan finns. Vapenring bärs i regel på vänster lllfinger. Numera används signetringar vanligen som herrsmycke.[källa behövs]

## Bilder

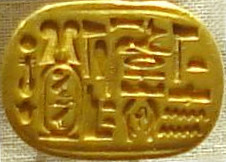
En fornegyptisk signetring med Cheops kartusch.
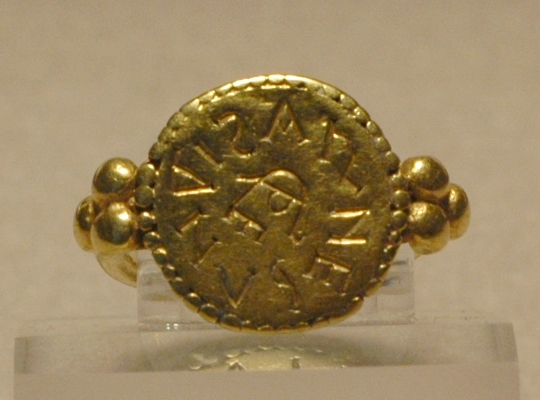
Signetring tillhörig den frankiska drottningen Arnegunda; ett exempel på en signetrings utformning före den formaliserade heraldikens uppkomst.
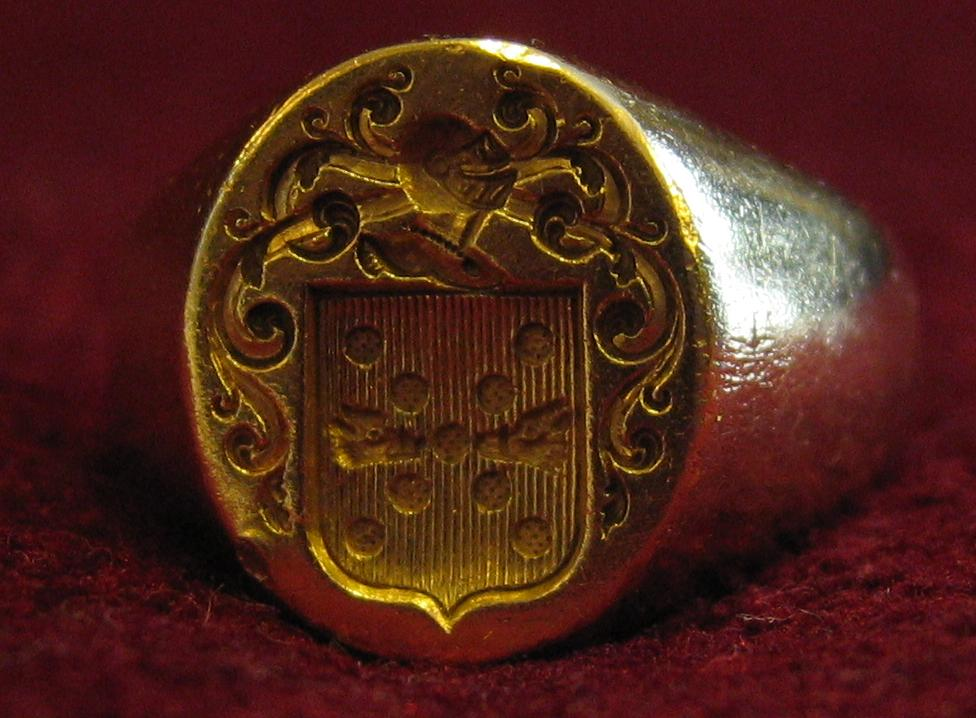
Signetring tillhörig familjen Baronnet.
Signetring med huset Medicis stamvapen, 1600-tal.
Signetring med safir, 1700-tal.
Tysk signetring med ametist, 1830-tal.